# Great Barriereiland
Great Barriereiland is een eiland in het noorden van Nieuw-Zeeland. Het ligt 88 km ten noordoosten van Auckland, de dichtstbijzijnde stad op het Noordereiland van Nieuw-Zeeland.
De maximale lengte (noord-zuid) van het eiland is ongeveer 35 km. Great Barriereiland heeft een oppervlakte van 285 vierkante kilometer en is daarmee het op vijf na grootste eiland van Nieuw-Zeeland nà Zuidereiland, Noordereiland, Stewarteiland en de grootste van de Chathameilanden en de Aucklandeilanden. Westelijk ligt het veel kleinere en onbewoonde Little Barriereiland.

## Nadere beschrijving
Het eiland heeft aan de oostkust brede door hevige winden gevormde duinen en zandstranden met een sterke branding. De westkust ligt in de luwte en daar zijn beschutte baaien waar uitstekende mogelijkheden zijn voor sportduikers en pleziervaart. Daartussenin ligt een heuvelrug waarop zich de meer onbeschutte plekken struikgewas en heide bevinden, terwijl in de valleien oude en nieuwe, zich herstellende, coniferenbossen staan met de oorspronkelijke kauribomen.
In 2006 woonden er 852 mensen, die merendeels werken in de toerisme-industrie en de landbouw, of een baan hebben op het Noordereiland.
Het beheer van het eiland valt onder het ministerie van natuurbescherming (Department of Conservation, DOC). Er bevinden zich allerlei voorzieningen voor op de natuur gerichte recreatie zoals gemarkeerde paden voor wandelaars en mountainbikers.

## Flora en fauna
Great Barriereiland is nooit sterk beïnvloed door de introductie van schadelijke dieren als katten, marters en varkens. Daarom is het een reservaat voor de oorspronkelijke flora en fauna. Verwilderde geiten zijn er nu uitgeroeid. Zeldzame inheemse dieren die er nog voorkomen zijn de bruine taling, zwarte stormvogel (Procellaria parkinsoni) en de kaka. Er komt oorspronkelijk slechts één zoogdier voor, de vleermuis Chalinolobus tuberculatus.

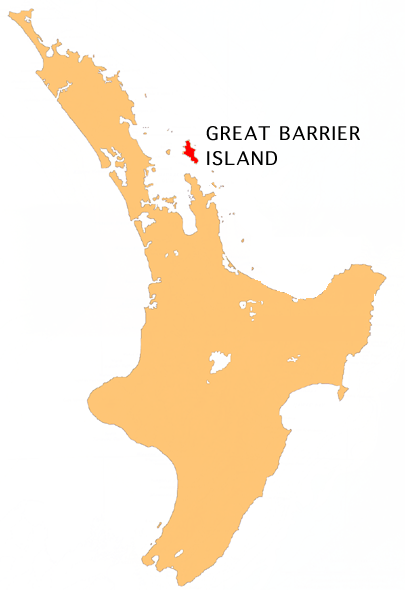
Great Barrier eiland ten opzichte van het Noordereiland
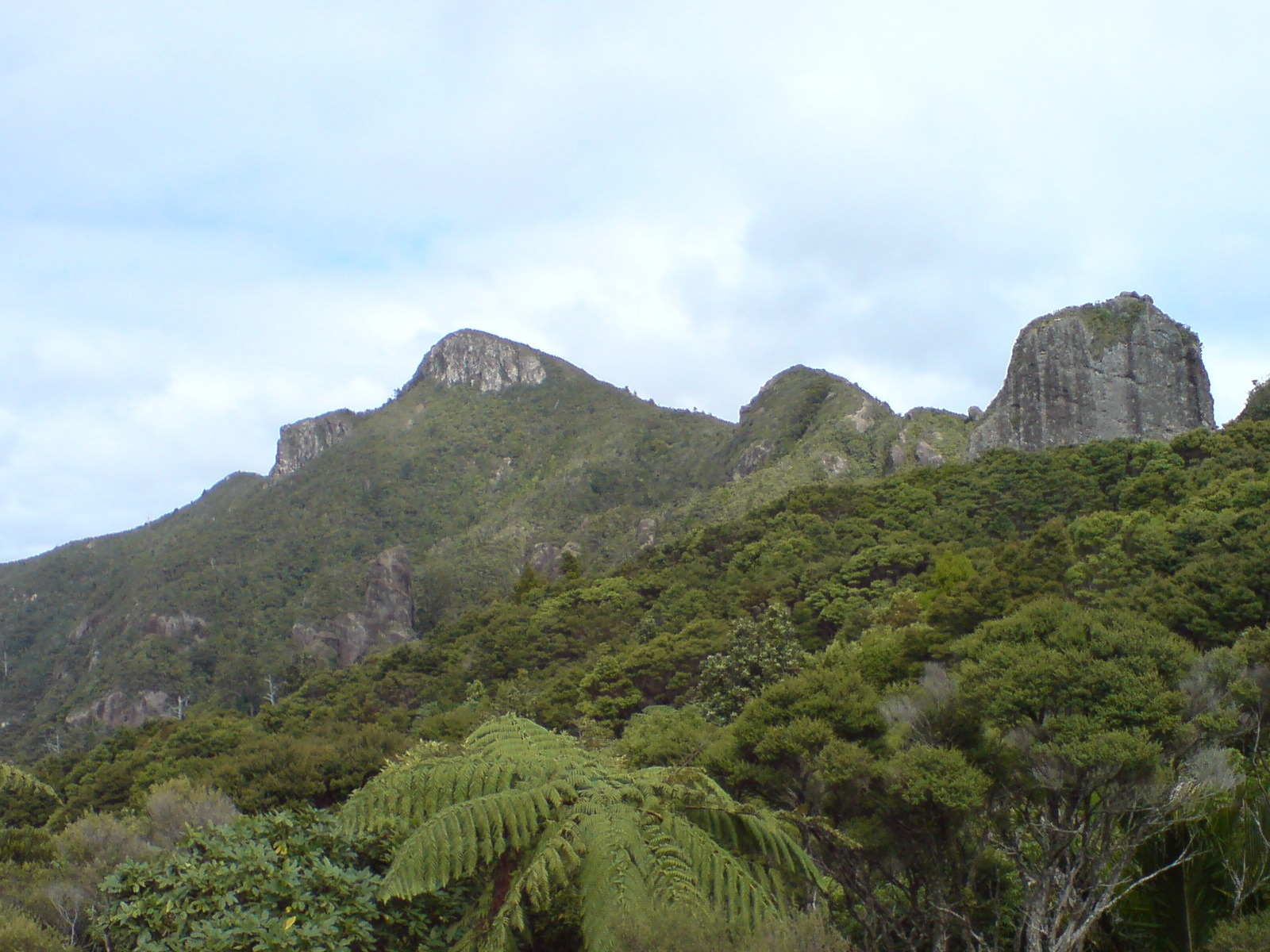
Mount Hobson
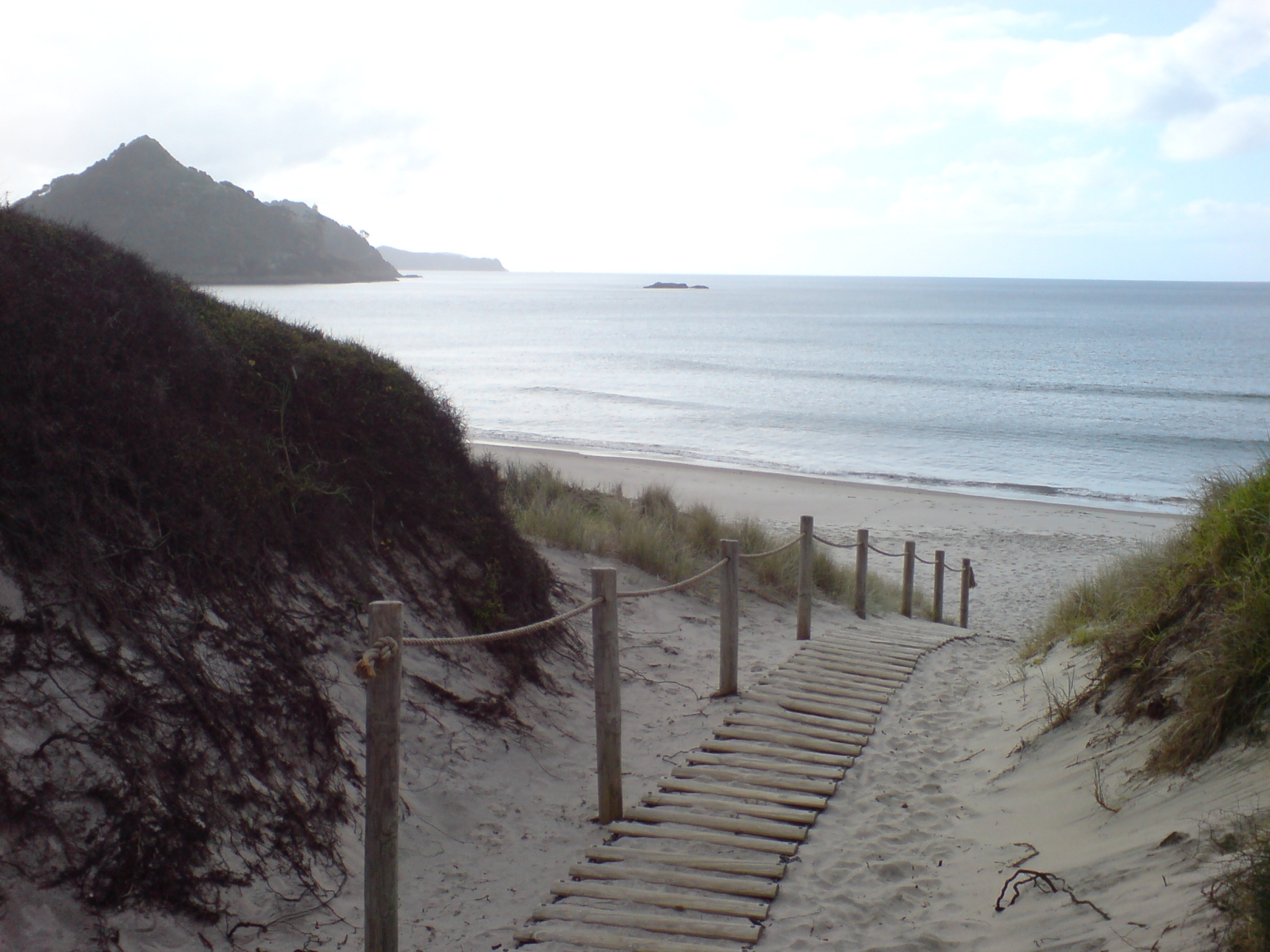
Medlands Beach
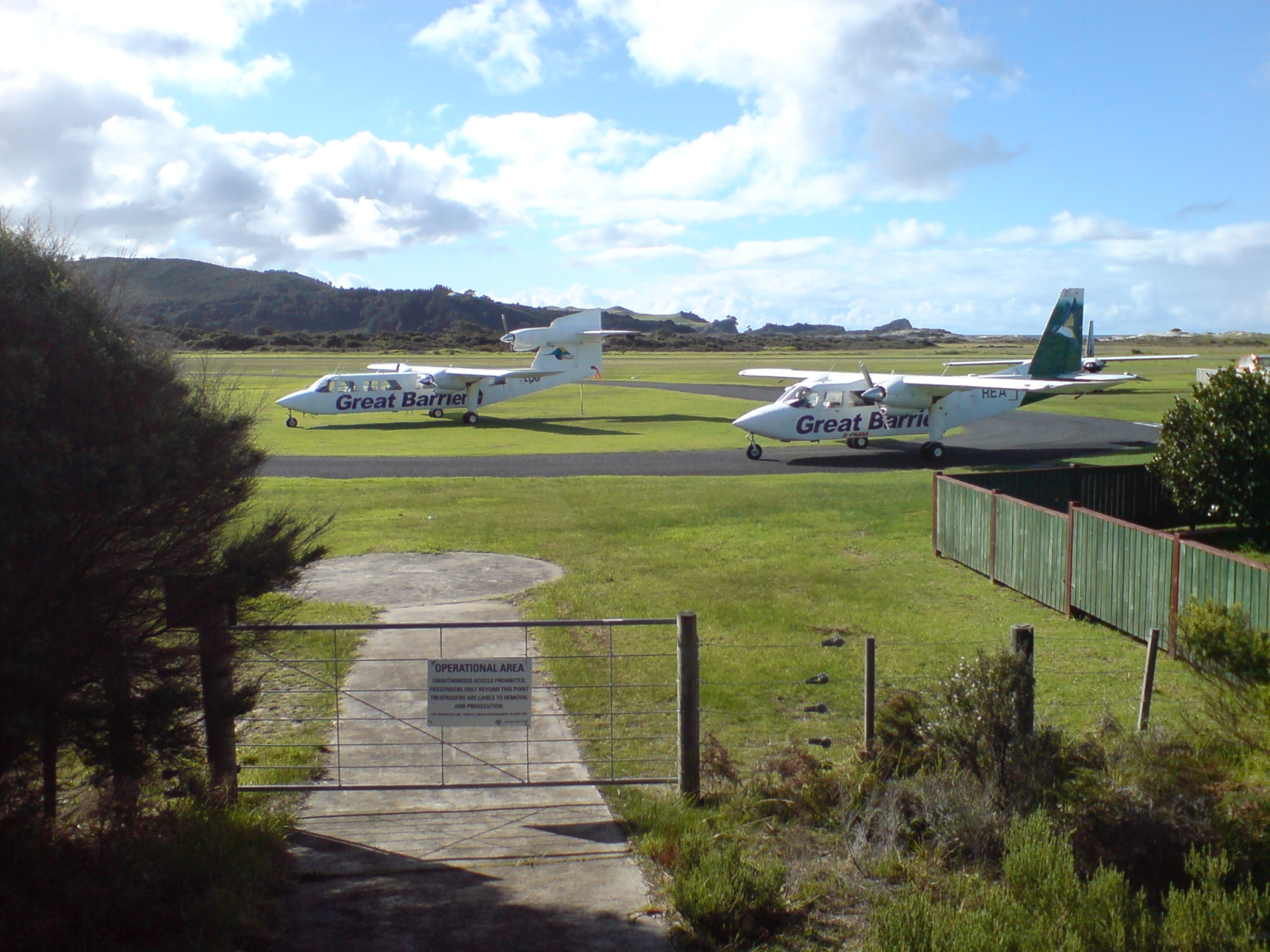
Great Barrier Island Aerodrome